# Tapolcai-medence
Tapolcai-medence är ett träsk i Ungern.   Det ligger i provinsen Veszprém, i den västra delen av landet, 150 km sydväst om huvudstaden Budapest. Tapolcai-medence ligger vid sjöarna  Keszthelyi-öböl Fűzfői-öböl och Balaton.